# Kościół św. Floriana w Postominie
Kościół Świętego Floriana – rzymskokatolicki kościół parafialny należący do parafii pod tym samym wezwaniem (dekanat Ustka diecezji koszalińsko-kołobrzeskiej, metropolii szczecińsko-kamieńskiej).

## Architektura
Obecna świątynia została wzniesiona w końcu XIX wieku (1882 rok). W tym miejscu był wybudowany wcześniej drewniany kościół, który został zniszczony przez pożar. Świątynia reprezentuje styl neobarokowy, nie posiada wydzielonego prezbiterium. Na nawie świątyni została nadbudowana wieża. Kościół nakryty jest dachem dwuspadowym. Do 1945 roku świątynia należała do ewangelików, a po II wojnie światowej została przejęta do katolików. W 1973 roku przy kościele została erygowana parafia.

## Wyposażenie
Ze starego wyposażenia w świątyni zachowały się: barokowy ołtarz, ambona, chrzcielnica, grupa przedstawiająca Marię, Jana i Chrystusa na Krzyżu oraz późnogotycki kielich. Szczególnie interesująca jest ambona powstała na początku XVII wieku. Na ambonę można było się dostać od strony zakrystii, po wejściu na wydzieloną niszę z prawej strony świątyni. Obecnie nie jest ona używana. W budowli po I wojnie światowej zostały zamontowane dzwony.

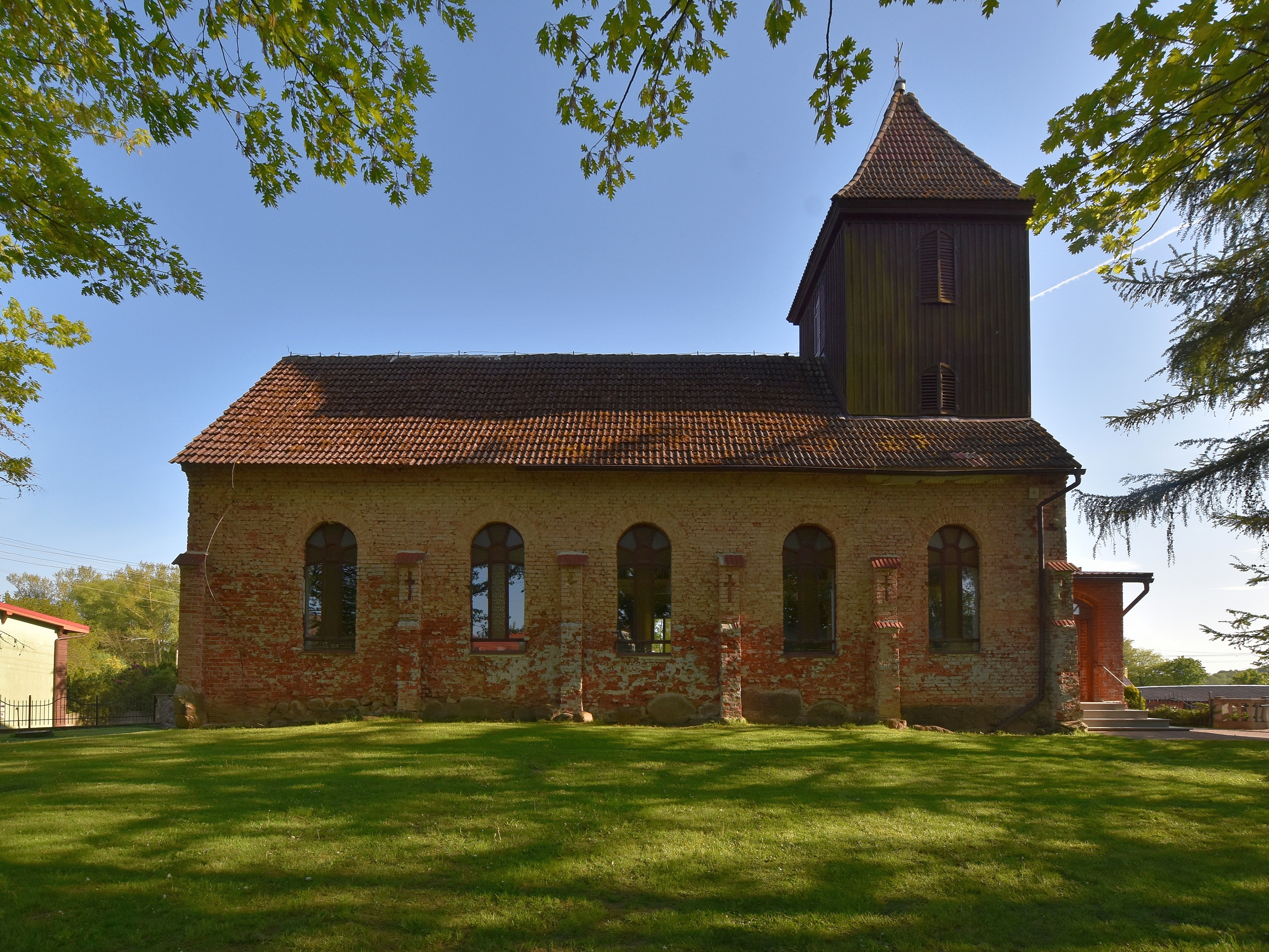
Elewacja boczna
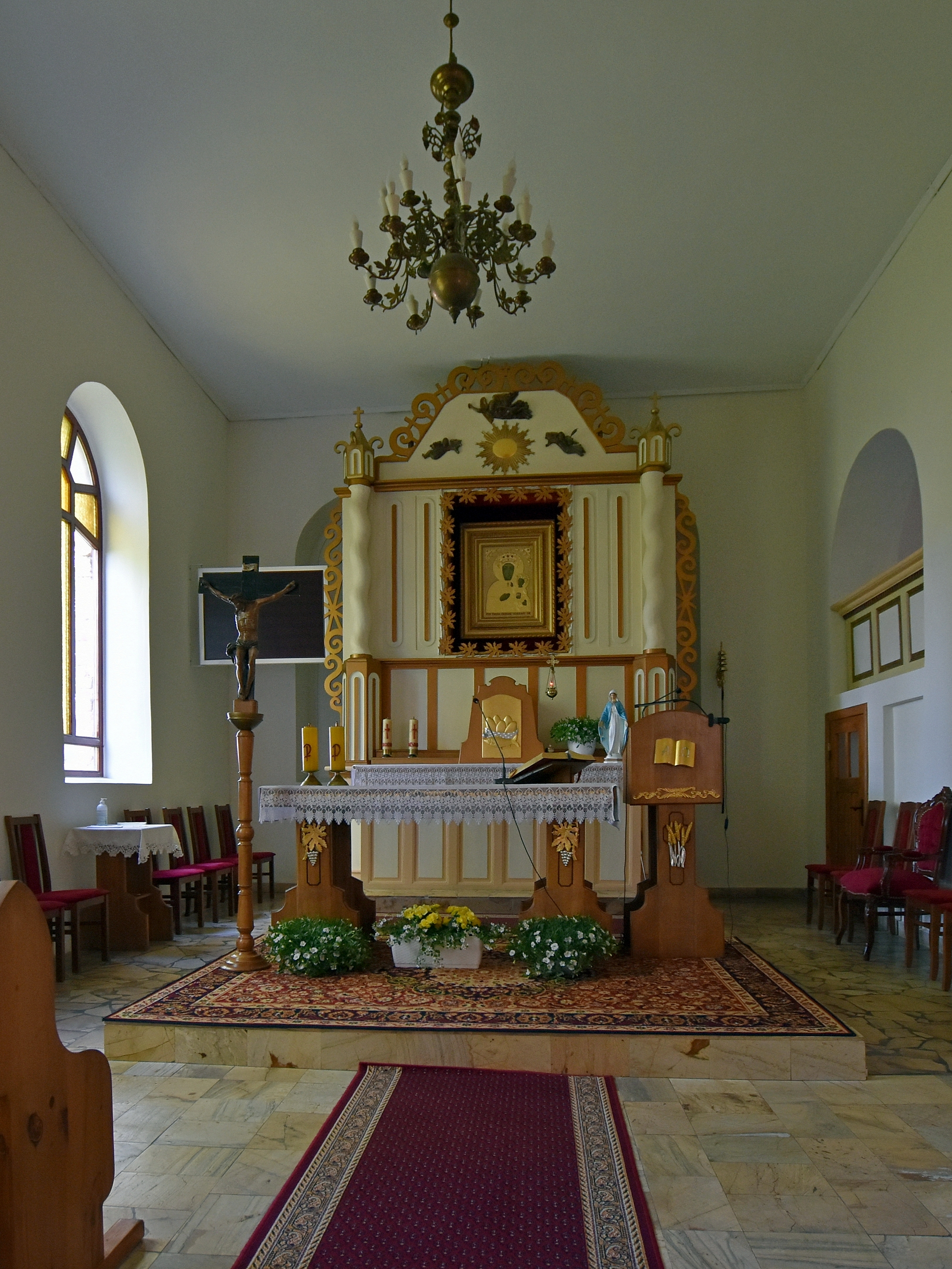
Ołtarz główny
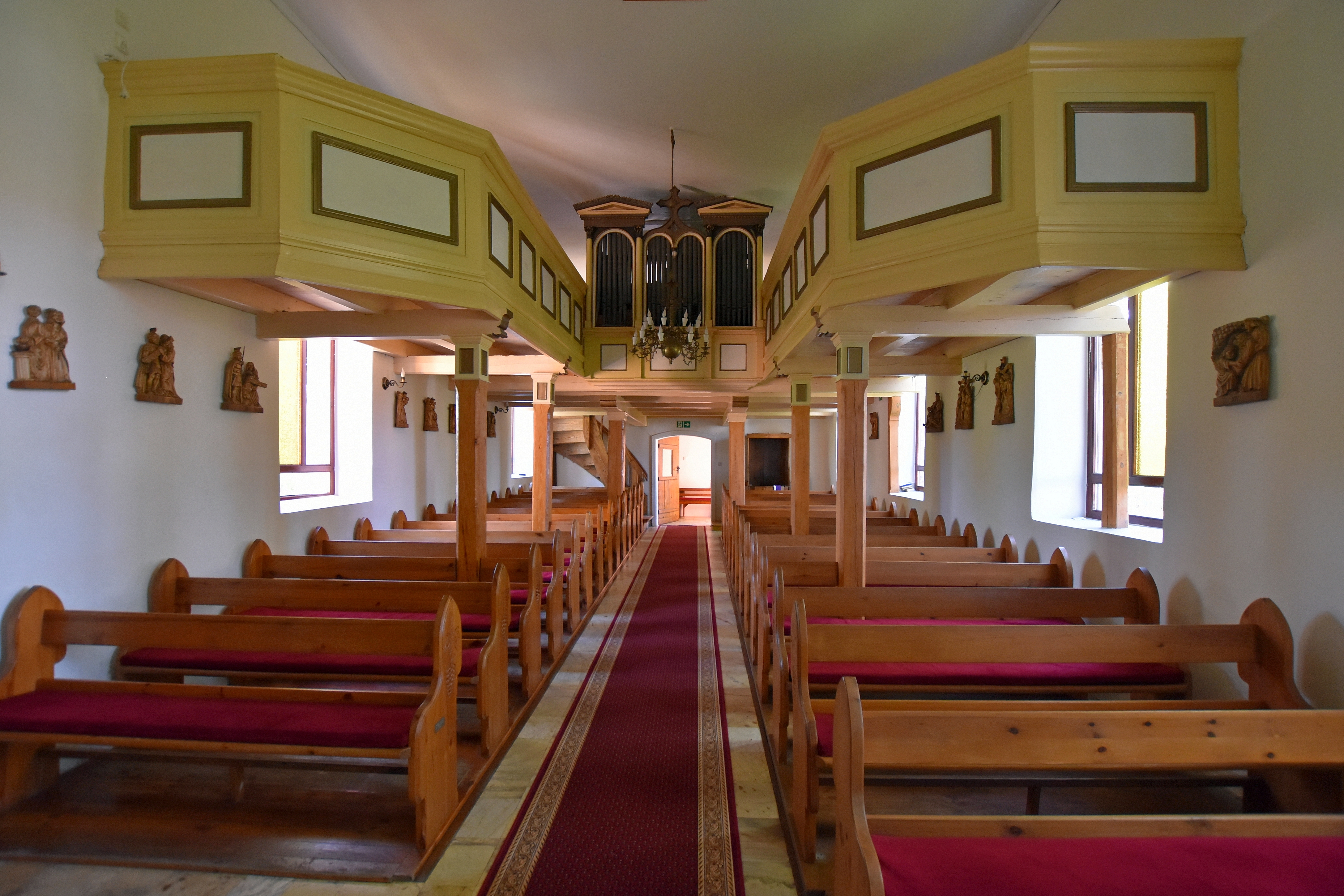
Prospekt organowy